# Henri Mialaret
Henri Mialaret (Charleville-Mézières, 2 de agosto de 1855 — Paris, 25 de fevereiro de 1919) foi um velejador francês, medalhista olímpico. Ele competiu nas provas de classe 2 – 3 Ton realizadas nos Jogos Olímpicos de Verão de 1900, conquistou a medalha de prata tanto na primeira quanto na segunda corrida disputada a bordo do Favorite 1 ao lado de Jacques Doucet, Léon Susse e Auguste Godinet.